# Creu d'extinció

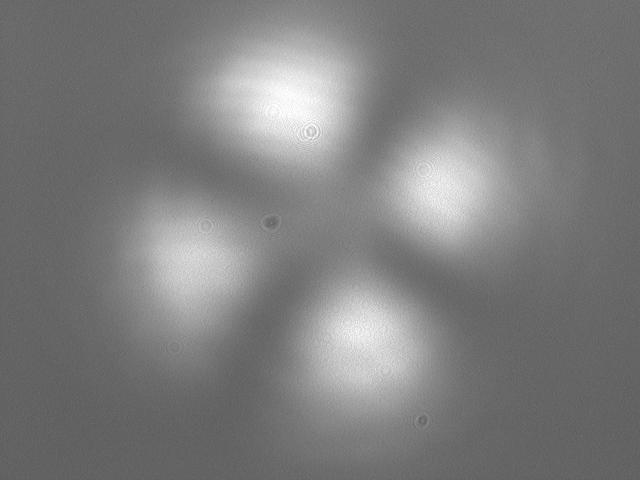
Creu d'extinció fotografiada amb una càmera CCD, usant un làser verd i un polaritzador.

Polarització electromagnètica per absorció selectiva.

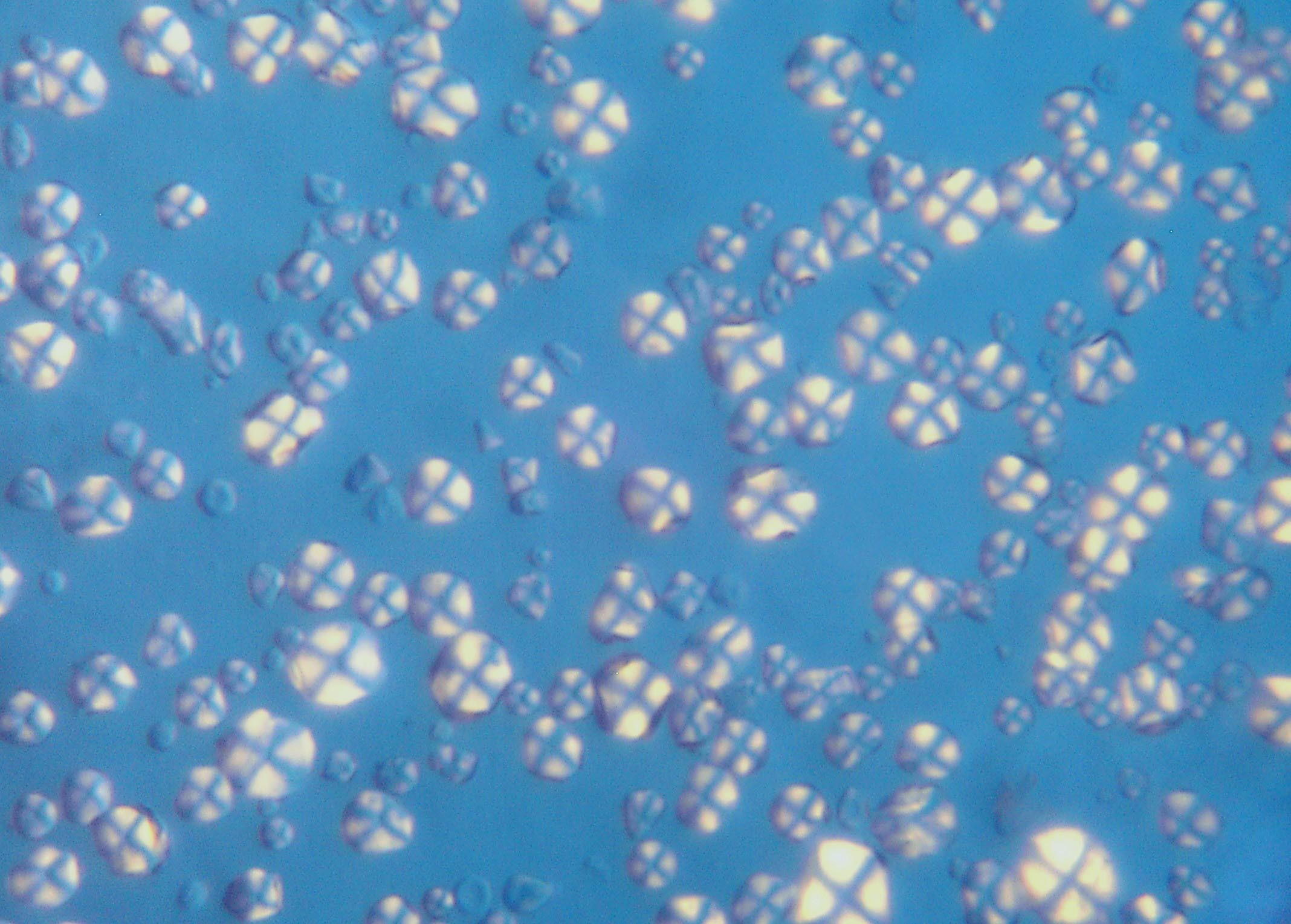
Grànuls de midó vistos al microscopi a 800 augments (x800). Imatge obtinguda amb llum polaritzada. Poden observar-se les creus de Malta.

L'expressió creu d'extinció o creu de polarització designa un fenomen òptic relacionat amb la llum polaritzada. Aquest fenomen explica algunes imatges característiques que es poden observar o fotografiar amb un microscopi de llum polaritzada.

## Detalls
En teoria és possible interrompre el pas d'un feix de llum blanca (o produïda per un laser) mitjançant dos filtres polaritzadors orientats a 90 graus. El primer filtre orienta la llum en un eix i l'altre filtre – en estar a 90 graus del primer- bloqueja el pas de la llum. En la pràctica, si el feix de llum no està perfectament col·limat, es produeix un patró característic que recorda una creu de Malta.

## Exemples
- Anàlisi de midons.[2]
- Polímers semi-cristal·lins.[3][4][5]

## Aplicacions
- La microscopia amb llum polaritzada permet una ràpida i molt eficient visualització de les larves dels musclos zebrats.[6]
- Estudi de pigments.[7]

## Experiments
- La referència adjunta indica experiments fàcils de realitzar.[8]